# Gnolus zonulatus
Gnolus zonulatus là một loài nhện trong họ Mimetidae.
Loài này thuộc chi Gnolus. Gnolus zonulatus được miêu tả năm 1902 bởi Tullgren.